# تانگلن
تانگلن (به آلمانی: Tangeln) یک منطقهٔ مسکونی در آلمان است که در بتسندورف واقع شده‌است. تانگلن ۳۸۷ نفر جمعیت دارد.